# 萬卡內區

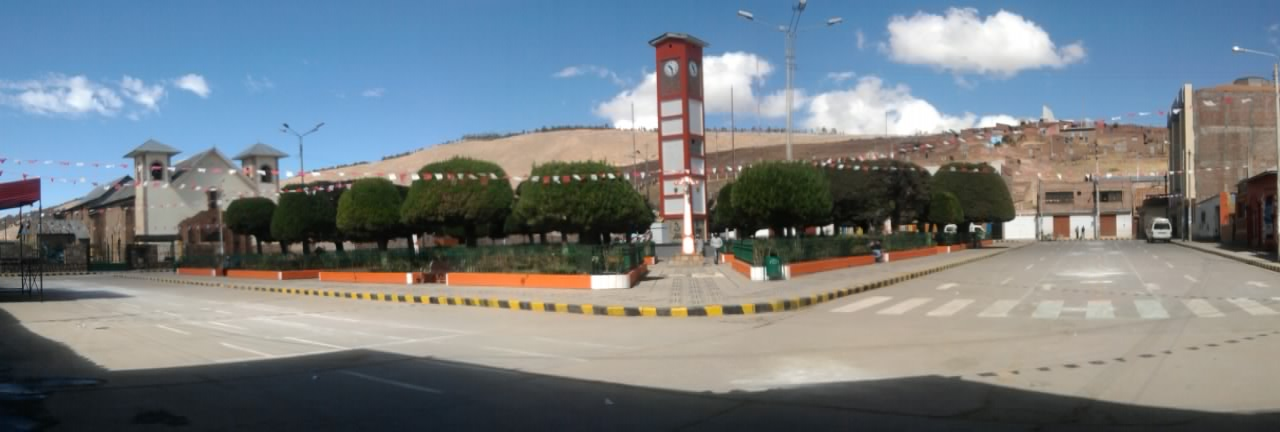

萬卡內區（西班牙語：Distrito de Huancané），是秘魯的一個區，位於該國東南部普諾大區的萬卡內省，面積381.62平方公里，海拔高度3,841米，2005年人口23,474，人口密度每平方公里62人。